# 천스신
천스신(중국어: 陳詩欣, 병음: Chén Shīxīn, 한자음: 진시흔, 1978년 11월 16일 ~ )은 대만의 태권도 선수이다. 2004년 하계 올림픽에서 여자 태권도 -49kg급에 출전하여 금메달을 땄다. 이는 타이완이 올림픽에 출전한 이래 처음으로 획득한 금메달이다.

## 생애
타이베이에서 태어난 천스신은 어린 시절부터 태권도 도장을 운영하던 아버지 천웨이슝(陳偉雄)에게 태권도를 배웠다. 만 14세 때인 1994년 최연소로 케이맨 제도의 조지타운에서 열린 태권도 월드컵 우승을 차지하고  이듬해에 리우데자네이루에서 열린 월드컵에서 우승하는 등 승승장구했으나, 17세 때 가출하여 길거리 좌판 장수, 빈랑시스 등 온갖 밑바닥 일을 경험했다. 어느날 텔레비전에서 불효자의 얘기를 본 그녀는 3년 만에 아버지의 생일에 맞춰 집으로 돌아왔다.
이후 2002년 아시안 게임 여자 태권도 -47kg급에 출전하여 금메달을 땄으며, 2004년 하계 올림픽 여자 태권도 -49kg급에서 마침내 타이완의 올림픽 출전 사상 첫 금메달을 획득했다.

## 수훈
- 경성훈장 5등급 (2004년)

## 같이 보기
- 올림픽 태권도 메달리스트 목록